# 16 Puppis
16 Puppis (16 Pup), som är stjärnans Flamsteedbeteckning, är en misstänkt astrometrisk dubbelstjärna belägen i den norra delen av stjärnbilden Akterskeppet. Den har en skenbar magnitud på 4,40 och är svagt synlig för blotta ögat där ljusföroreningar ej förekommer. Baserat på parallaxmätning inom Hipparcosuppdraget på ca 7,0 mas, beräknas den befinna sig på ett avstånd på ca 470 ljusår (ca 143 parsek) från solen.

## Egenskaper
Den synliga komponnenten av 16 Puppis är en blå till vit stjärna i huvudserien av spektralklass B5 V. Den har en radie som är ca 2,9 gånger större än solens och utsänder ca 840 gånger mera energi än solen från dess fotosfär vid en effektiv temperatur på ca 16 700 K.
16 Puppis har en snabb rotation, vilket medför en ekvatoriell radie som är 6 procent större än polarradien.